# Савичі (зупинний пункт, Україна)
Савичі — пасажирський зупинний пункт Козятинської дирекції Південно-Західної залізниці (Україна), розміщений на дільниці Звягель I — Шепетівка між станцією Майдан-Вила (відстань — 10 км) і постом Пост Жлобинський (7 км). Відстань до ст. Звягель I — 51 км, до ст. Шепетівка — 12 км.
Розташований у Шепетівському районі Хмельницької області, за 0,4 км на південний захід від Купиного.
Відкритий 1958 року.